# Praga 01
Praga 01 je jeden z prvních čtyřválců vyrobený v První československé továrně na stroje, oddělení Praga v Praze. Šlo o obdobu francouzského vozu Renault. Nejvyšší dosahovaná rychlost tohoto osobního automobilu byla 80 km/h, výrobcem udávaná spotřeba 12 až 14 litrů na 100 km.